# Koszovó jugoszláv bekebelezése
Koszovó jugoszláv bekebelezése a Szerb és a Montenegrói királyság által a 20. század elején és elindított program volt, melyet később utódállamuk, a Jugoszláv Királyság hajtott végre. A huszadik század folyamán Koszovó négy nagy beolvasztási kampányt élt át, amelyek célja az volt, hogy a régióban megváltoztassák az etnikai népesség egyensúlyát, csökkentsék az albán lakosságot, és montenegróiakkal, valamint szerbekkel helyettesítsék őket. A 20. század elején, amikor Koszovó Jugoszlávia része lett az albánok alkották a régióban az etnikai többséget.

## Történelmi háttér

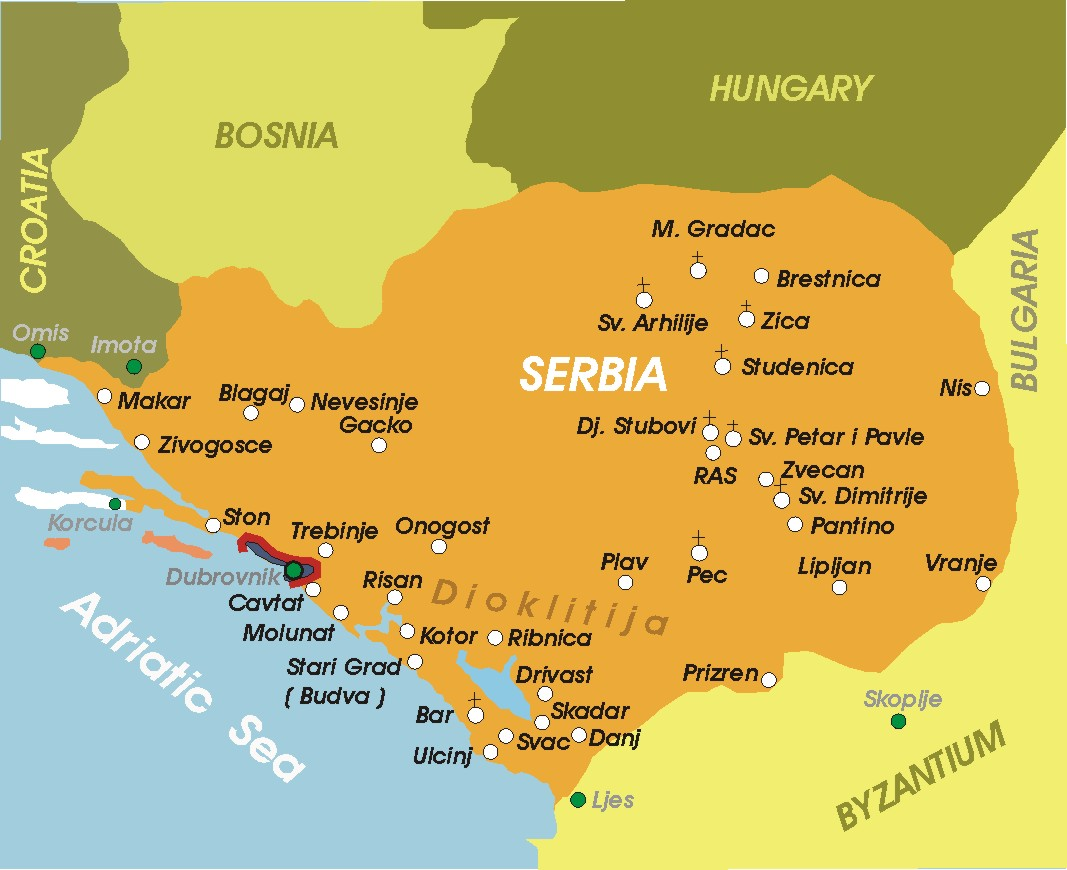
A Szerb Fejedelemség kiterjedése Nemanja István idejében, a 12. század végén

A szlávok bevándorlása a Balkánra a 6. és 7. század között zajlott és érkezésük előtt vagy asszimilálták, vagy kiűzték a Koszovó régióban lakó helyi, nem szláv lakosságot. A koszovói régiót Preszián kán (836–852) uralkodása alatt beolvasztották a Bolgár Birodalomba, és 150 évig Bulgária határain belül maradt, egészen 1018-ig, amikor is a Bizánci Birodalom II. Baszileiosz (976–1025) alatt fél évszázados hadjárat után visszafoglalta. Nemanja István szerb fejedelem 1185–1195-ben elfoglalta a Fehér Drin menti környező területet, Prizren és erődje a Podrimljei župa (albánul Podrima vagy Anadrini) közigazgatási és gazdasági központja volt. Koszovót ebben az időszakban teljesen bekebelezte Szerbia,és a Szerb Birodalom része volt (1346-1371). A 13. század közepétől a század végéig a Nemanjić uralkodók fő rezidenciái Koszovóban voltak. Nagy birtokokat kaptak a nyugat-koszovói kolostorok (Metohija). Koszovó legjelentősebb templomait – a pejai Peći Patriarchátust, a gračanicai templomot és a Deçan melletti Visoki Dečani kolostort – ebben az időszakban alapították. Koszovó lakossága ebben az időszakban főként szerbekből, albánokból és oláhokból állt. 1355-ben a szerb állam Dusán István szerb cár halálával szétesett, és civakodó hűbérbirtokokká bomlott fel. A rigómezei csata, mely Koszovó földjén zajlott elhozta az oszmán uralmat a térségbe, bár rendszerint az oszmánok vazallusaiként a szerb fejedelemségek továbbra is fennálltak, majd 1455-ben maga Szerbia is oszmán uralom alá került.

A Dukagjini és Kasztrióti Fejedelemségek, valamint az Albán Hercegség a 15. században

Az északi és északkeleti albán fejedelmek egyike Gjon Kastrioti, Szkanderbég apja, a tizennegyedik század végén és a tizenötödik század elején sikerrel küzdött az önállóságért és Koszovó szívében, az Ismitől Prizrenig húzódó térségből sikerült fejedelemséget faragnia. Nyugat-Koszovó egy része Dukagjini albán hercegséghez tartozott, amely után Nyugat-Koszovót albánul Dukagjin néven ismerik. Szkanderbég halálával azonban 1468-ban véget ért az albán történelem e dicsőséges korszaka, melynek során az albánok győzelmek sorát aratták a török seregek ellen. A teljes oszmán hatalomátvétel idejére Nyugat-Koszovó már jelentős albán bennszülött lakossággal rendelkezett, demográfiai növekedés nagy részét az őslakos albán lakosság Koszovón belüli terjeszkedése okozta. 1877-ben az oszmán közigazgatás megalakította a Koszovói vilajetet. Ekkor használták először Koszovót az egész terület elnevezéseként. A vilajet egyike volt annak a négy albán lakosú vilajetnek, amelyek a Prizreni Ligát alkották. A liga célja az volt, hogy ellenálljon az oszmán uralomnak és az újonnan feltörekvő balkáni nemzetek betöréseinek, de végül kudarcot vallott és megszűnt. Az első Balkán-háború után Koszovó nagy részét a Szerb Királysághoz csatolták, míg a Metohija régiót (albánul: Dukagjini-völgy) a Montenegrói Királyság foglalta el. Ebben az időszakban Koszovó lakosságának többsége albán volt, mely nem fogadta szívesen a szerb uralmat.

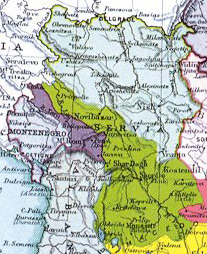
A Koszovói vijalet felosztása Szerbia és Montenegró között 1913-ban

Az albán szeparatizmus miatti félelmek és az ország számára stratégiai fontosságú Koszovó biztosításának szükségessége arra késztette a szerb államot, hogy megoldásként a beolvasztásra törekedjen. A szerb politikai elit szerint Koszovó egy korábbi késő középkori szerb terület volt, amelyet az oszmán hódítást követően albánok népesítettek be. Mint ilyen, a beolvasztási folyamatot az albánok kitelepítésével és birtokaik megvásárlásával együtt „a felszabadító háború logikus folytatásaként” értelmezték, amelyben a négy balkáni állam legyőzte az Oszmán Birodalmat. Az első rövid beolvasztási kísérleteket Montenegró és Szerbia tette a balkáni háborúk és az első világháború idején. A háborúk végét és Jugoszlávia létrejöttét követően a két világháború közötti időszakban volt a legnagyobb beolvasztási tevékenység. Az 1912-ben az Oszmán Birodalomtól elfoglalt egykori Koszovói vilajet területén 60-65 ezer új betelepülő telepedett le, akiknek több mint 90%-a szerb volt. Rajtuk kívül még számos állami bürokrata és családtagjaik telepedtek le Koszovóban. A szerb beolvasztással párhuzamosan az albánok kényszermigrációs politikája is megvalósult, amely Törökország közreműködését kérte abban, hogy visszatelepítse őket a területre.

A muszlim Džemijet párt választási eredménye a Szerb-Horvát-Szlovén Királyság koszovói részén 1923-ban

A két világháború közötti időszakban több tízezer albánt öltek meg Koszovóban, Vardar tartományban (a mai Észak-Macedónia) és Montenegróban. 1918 és 1921 között hozzávetőleg 60 000–77 000 albánt öltek meg. Haki Demolli szerint 1940-ig 80 000 albánt öltek meg.
A második világháború alatt Koszovót az olasz irányítás alatt álló Albániához csatolták, és a beolvasztott lakosság a szomszédos, tengelyhatalmak által megszállt Szerbiába és Montenegróba menekült. A háború végén Jugoszlávia kormánya megtiltotta a telepesek visszatérését és leállította a beolvasztási programot. Újraindult az albánok kényszermigrációja Törökországba, és egészen Aleksandar Ranković 1966-os elűzéséig szerb telepeseket telepítettek Koszovóba. Az 1990-es években Slobodan Milošević elnök kormánya megkísérelte Koszovó beolvasztását, különféle pénzügyi és foglalkoztatási ösztönzőkkel, majd később a jugoszláv háborúkból származó szerb menekültek erőszakos letelepítésével segítette elő a szerbek letelepedését.
Koszovó beolvasztását általában sikertelennek tekintik, mert nem elégítette ki sem az államot, sem a telepeseket, sem a bennszülött lakosságot. A beolvasztási folyamattal és annak Koszovó lakosságának különböző csoportjaira gyakorolt hatásaival kapcsolatos politika továbbra is vita tárgyát képezi.

## Története

### A második világháború előtt
Koszovó évszázadokig az Oszmán Birodalom része volt, de a balkáni háborúkat követően (1912–1913) a nyugati terület Montenegróhoz, a többi pedig Szerbiához került. 1912-től kezdődően Montenegró megindította a beolvasztási kísérleteket, és 1914-ben törvényt hozott a folyamatról, amelynek célja 55 000 hektár albán föld kisajátítása és 5 000 montenegrói telepesre való átruházása volt. Koszovó szerb bekebelezésére a balkáni háborúk idején került sor. Szerbia is komoly lépéseket tett a beolvasztás érdekében az „újonnan felszabadult területeken” élő betelepültekre vonatkozó rendelet elfogadásával, amely 9 hektár földet ajánlott fel családoknak.

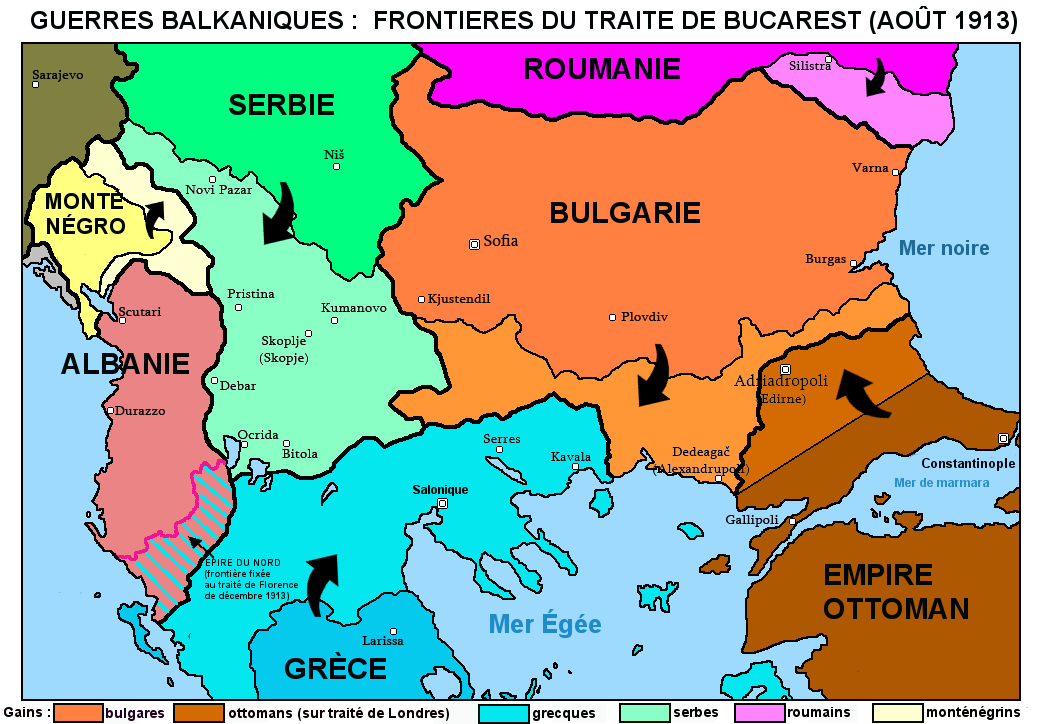
A Szerb Királyság (zöld) és Montenegró (sárga) területnövekedése a balkáni háborúk után 1913-ban

Az első világháború után Szerbia és Montenegró Jugoszlávia része lett. A szerb ellenőrzés visszaállt Koszovó felett, és az albán szeparatizmus ellen küzdő állam olyan politikát folytatott, hogy megváltoztatja Koszovó nemzeti és vallási demográfiai jellemzőit, és új gyarmatosítással szerbesítse a területet. Jugoszlávia aláírta a kisebbségek védelméről szóló szerződést, az albánokra azonban nem terjesztették ki a kisebbségként való elismerés vagy az albán nyelvoktatás jogát. Koszovó és Vajdaság északi része olyan területek voltak, ahol a szerbek nem voltak többségben, és az állam ezeken a területeken földreform és gyarmatosítási politika révén demográfiai változásra törekedett. Egy 1919-ben, majd 1920-ban kiadott új rendelet újraindította a gyarmatosítási folyamatot azokon a helyeken, ahol albánok éltek, vagyis Koszovóban és Vardar Macedóniában. 1918 és 1945 között több mint 100 000 albán hagyta el Koszovót.
Koszovó stratégiai fontosságú terület volt az állami elit és biztonsága szemplontjából, mivel az albán lakosságot „megbízhatatlannak” ítélték, és aggodalmak merültek fel a kormányzását nem helyeslő helyiek esetleges jövőbeni lázadásai miatt. A szerb politikai elit álláspontja szerint Koszovó késő középkori szerb terület volt, amelyet az oszmán hódítás után albánok telepítettek be. Vasa Šaletić, a gyarmatosítási folyamatot irányító testület vezetője „a felszabadító háború logikus folytatásaként” jellemezte az albánok kitelepítését és vagyonuk megvásárlását. A kedvező politikai eredmény elérése érdekében az állam különféle intézkedéseket tett erőszakkal és adminisztratív módokon, kiutasításokkal és az albánok másik népességgel való helyettesítésével. Az 1921-es jugoszláv népszámlálás idején az albánok alkották Koszovó lakosságának többségét, mintegy 64 százalékot, és mintegy 72 százalékuk a muszlim hithez tartozott. Koszovó és Vardar Macedónia kormány által támogatott gyarmatosítását 1920-ban kezdeményezték, amikor a Jugoszláv Királyság Közgyűlése szeptember 24-én elfogadta a Jugoszlávia déli tartományainak gyarmatosításáról szóló rendeletet.

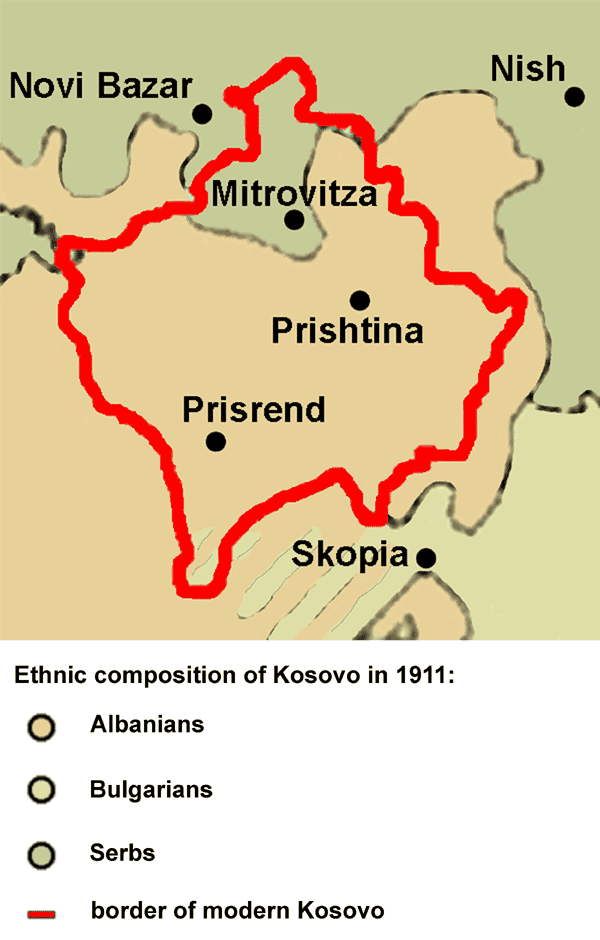
Koszovó etnikai térképe 1911-ben Koszovó mai határaira vetítve

Mind az 1920. szeptember 24-i, mind az 1931. július 11-i rendeletek körvonalazták a gyarmatosítható földeket, és szerepeltek benne a használaton kívülinek ítélt állami földek, a közösség igéényeit meghaladó közösségi földek, a lázadók tulajdonában lévő földek, az elhagyottnak minősített földek, és a mezőgazdasági reform révén felosztható nagybirtokok. Az elhagyottnak tekintett és az albánoktól kisajátított földterületek, melyek főként megművelhető földekből álltak, mintegy 228 000 hektárt tettek ki. A rendeletekkel kiosztott földeket az egykori katonák és csetnikek jutalmaként szánták a balkáni háborúk és az első világháború idején végzett szolgálatukért, ami lehetővé tette számukra, hogy 5 és 10 hektár közötti földterületet igényeljenek. A Koszovóban letelepedett katonai veteránokat dobrovoljac (önkéntes) néven ismerték, és politikailag megbízható csoportot alkottak az állam számára. A gyarmatosítási folyamat azt is magával hozta, hogy a szerb bürokraták családjaikkal együtt érkeztek Koszovóba. 1919–1928 között a rendeleti feltételek szerint mintegy 13 000-15 914 szerb család érkezett Koszovóba. A folyamat során 106 kolónia és 245 új település épült Koszovóban, és a szerbesítési erőfeszítések miatt néhányat a szerb epikus költészet hőseiről Lazarevónak, Obilićnek, Miloševónak neveztek el. Más helyek, például Ferizović (alb: Ferizaj) nevét Uroševacra változtatták.
1918 után Montenegróban, Macedóniában és Koszovóban az összes albán iskolát bezárták, és mintegy 400 000 albán nemzetiségűt fosztottak meg állampolgárságuktól. Vladan Jovanovic szerint a jugoszláv hatóságok nem albán, hanem török iskolákat nyitottak. Az albánok mintegy 60%-a a jugoszláv politika következtében jövedelem nélkül maradt. A közszolgálatok bezárultak előlük, a vallási hivatalokat pedig átpolitizálták. A jugoszláv hatóságok a térség albánjait csetnikekkel, háborús veteránokkal és rendőrökkel, valamint határrendőrökkel, menekültekkel és pártaktivistákkal is szándékoztak felváltani. 1930-ban már egyáltalán nem léteztek albán iskolák Koszovóban.

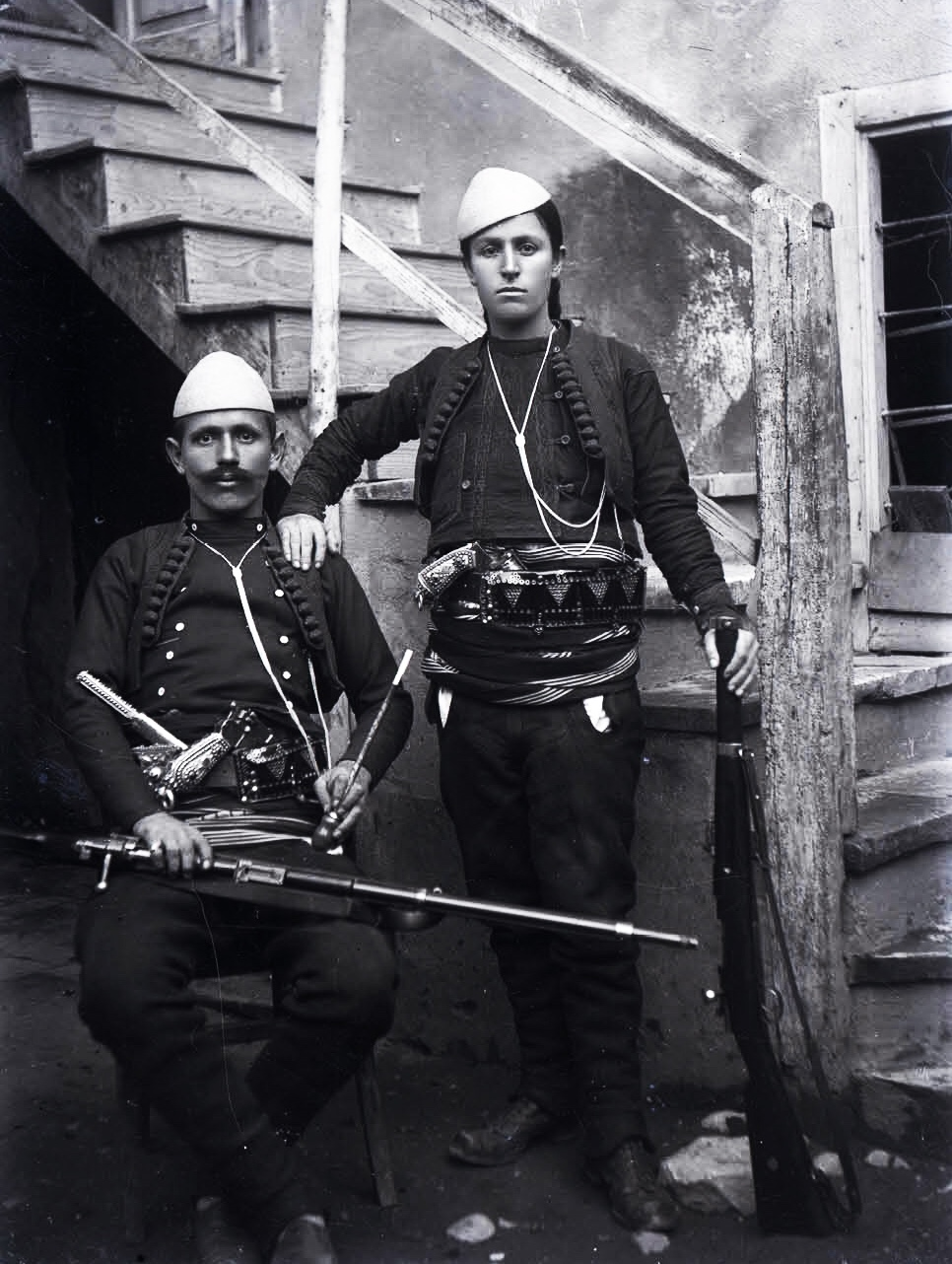
Azem és Shota Galica 1920 körül

Az albán lakosság azon részei, amelyek ellenálltak a koszovói szerb uralomnak, katonai műveletekbe kezdtek, és megalakították a kacsak mozgalmat. Hasan Prishtina és Bajram Curri politikai vezetése alatt a mozgalom Shkodrában székelt, és a Koszovói Nemzetvédelmi Bizottság vezette. Követeléseik között szerepelt az albán nyelviskolák újbóli megnyitása, az albán nyelv társhivatalos nyelvként való elismerése és az autonómia, azzal a céllal, hogy Koszovót egyesítsék Albániával. A kacsakok felkeléseket robbantottak ki a szerb hadsereg és rendvédelmi alakulatok ellen, de megtiltották tagjaiknak, hogy fegyvertelen szerbeket és templomokat támadjanak. A szerb hatóságok pusztán banditáknak tekintették őket, és lázadásukra válaszul hadműveleteket hajtottak végre ellenük, valamint a polgári lakosság ellen. 1919-ben Drenicában az Azem Galica által szított, 10 000 ember részvételével zajló nagyszabású lázadást a jugoszláv hadsereg elfojtotta. 1924-re az albánok és a szerbek közötti katonai összecsapások véget értek, mivel a kacsak mozgalmat hatékonyan fojtották el.
Miközben a jugoszláv erők átnyomultak az albánok lakta falvakon, sorozatos deportálásokat és mészárlásokat hajtottak végre. Albán források szerint 1913 és 1939 között a szerb erők rohamkülönítményei terrorizálták a polgári lakosságot. 1918 és 1921 között a szerb erők 12 346 civilt öltek meg, 320 falut felgyújtottak, 50 000 házat kifosztottak, 2216 albánt börtönöztek be, és nagyjából 6000 házat égettek fel. 1913 és 1920 között a szerb telepesek különleges kiváltságokat kaptak a hatóságoktól, hogy olyan területeken telepedjenek le, amelyeket korábban albánok laktak, akik közül 60 000-en tűntek el vagy vesztették életüket.

#### Az albánok ellen elkövetett szerb atrocitások

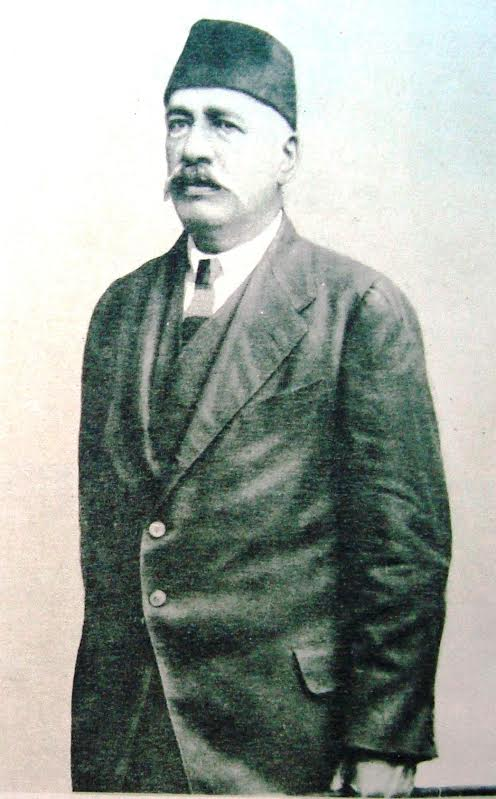
Bajram Curri az albán kacsak mozgalom egyik vezetője

Annak ellenére, hogy a Szerb–Horvát–Szlovén Királyság saint-germaini békeszerződés értelmében, csatlakozva a Népszövetséghez aláírta a nemzeti kisebbségek jogait meghatározó korabeli nemzetközi törvényeket, folytatódott az albán lakosság elleni terror. Egy később Olaszországban közzétett statisztika szerint a szerb csapatok csak 1919 januárjában és februárjában 6040 embert öltek meg és 3873 otthont semmisítettek meg. 1919 júniusában a szerb csetnikek Katanic, Babic és Stanko ezredes vezetésével állítólag a Gurabardhi hegyeiben lakó kacsakok üldözése közben megtámadták koszovói Llapusha falut és a lakókat lemészárolták. A szerb különítmény éppen a zatriqi mészárlás után érkezett meg, ahol 27 albánt bajonettel kaszaboltak le, a falu egyik vénét agyonverték, egy másiknak pedig kivájták a szemét. 1924-ben a jugoszláv csapatok behatoltak az albán Konjuhi család birtokára, és lemészárolták az egész családot. 1924-ben két falut elpusztítottak, és 300 családot megöltek. 1919 és 1921 között mintegy 1330 albánt öltek meg Mitrovicában. Egy albán újság szerint Pristina tartományban a szerb csapatok 1918 és 1921 között 4600 embert öltek meg, 3659 embert börtönöztek be, 353 embert vertek meg, 1346 házat romboltak le és 2190 házat kifosztottak. Petrović parancsnok és Likic prefektus parancsára 1924. február 10-én körülzárták és felgyújtották Dubnica falut. A jugoszláv hatóságok 25 embert mészároltak le: tíz nőt, nyolc nyolc év alatti gyermeket és hat férfit. 1919-ben a jugoszláv erők sok atrocitást követtek el Rugovában. 1918. december 25-től 1919 március elejéig körülbelül 842 albánt öltek meg, köztük nőket, időseket, gyerekeket és csecsemőket. 1921-ben szerb-montenegrói katonai és félkatonai csetnikek mészárlást követtek el az albán lakosság ellen a Dushkajë régióban található Jabllanica faluban. Az elkövetők Kosta Pećanac, Milić Krstić, Spire Dobrosavlević, Arseni Qirković, Gal Milenko, Nikodim Grujici és Novë Gilici voltak. A nap folyamán 63 civilt öltek meg. Pejában 1563 albánt mészároltak le, és 714 otthont semmisítettek meg 1919-től és 1921-től. Prizrenben nagyjából 4600-an haltak meg, valamint 2194 otthont gyújtottak fel 1919 és 1921 között. 1919 és 1921 között mintegy 1694 embert mészároltak le Ferizajon.
Hasonló tragikus események történtek Montenegróban is. 1919. december 25-én Savo Pjetri montenegrói parancsnok seregével a gjytetzëi Kushë régióban fekvő Hotiba érkezett. 72 albánt letartóztattak és Prekaliajba kísértek, egész éjszaka őrizetben tartották őket, majd másnap reggel kivégezték, és tömegsírba dobták őket, abban a reményben, hogy ezzel elfedik a bűncselekményt. 2019. december 7-én az Egyesült Államokban a hoti áldozatok rokonai emlékművet tartottak az áldozatok emlékére. 1919. március 25-én a Koszovói Bizottság francia nyelvű jelentést küldött a brit külügyminisztériumnak, amelyben arról számolt be, hogy 1919. február 17. és 23. között a szerb-montenegrói csapatok lemészárolták Plav és Gusinje lakosságát. A jugoszláv hatóságok 1919 márciusáig 333 nőt, gyermeket és idős férfit mészároltak le. 1917 februárjában a szerb-montenegrói csapatok 700 albánt mészároltak le Rožajében és 800-at Gjakova régióban, és tüzérséggel pusztítottak el 15 falut Rugova területén. 1919. december 15-én a csetnikek montenegrói különítménye Podgur faluban megpróbált lefegyverezni egy albán kereskedőt, aminek következtében 138 ház leégett és 400-at kiraboltak. Ezenkívül nőket, gyerekeket és idős férfiakat mészároltak le.
A La Jeune République című svájci lap 1921. szeptember 25-én közölt egy cikket Louis Rochardtól, amelyben megemlítette az albán lakosságot ért jugoszláv atrocitásokat. 1919 júniusában Piacentini olasz parancsnok táviratot küldött arról, hogy a szerb csapatok „falvakat égettek fel, nőket és gyerekeket mészároltak le”.
Az 1924. november 7-i „Dajti” albán újság és a Koszovói Nemzeti Védelmi Bizottság archívumából származó adatok szerint 1918 és 1921 között többszörös mészárlás történt az albán lakosság ellen.
Az Egyesült Államok külügyminisztériuma 1919 májusában széles körben elterjedt montenegrói vérengzésekről számolt be. Shkodrában albán menekültektől szereztek információkat, amelyeket Sherman Miles alezredes gyűjtött össze. A mészárlás véget ért, és két hónappal a tartományi látogatása előtt Montenegrót „teljesen megtisztították” az albánoktól. Az albán menekültek szerint 1919 májusáig körülbelül 30 000 albánt öltek meg Montenegróban. A shkodrai brit misszió azonban ezt a számot 18 000-25 000-re tette.
1919. április 18-án Robert Lansing amerikai külügyminiszter levélben fordult Lord Balfour brit külügyminiszterhez, hogy „Gusinje, Plav, Peja, Gjakova, Podjur és Roshji terrorizmus és szerb csapatok és szerb ügynökök által elkövetett gyilkosságok színhelyei voltak, amelynek politikája a régió albán lakosainak kiirtása”. 1919 júliusában a szkopjei francia konzul 9 mészárlásról számolt be, 30 000-40 000 áldozattal, és arról, hogy az albán általános iskolákat ismét bezárták, és a helyükre szerb iskolákat építettek. Körülbelül 35 000 albán menekült Shkodrába az atrocitások következtében. Sabrina P. Ramet szerint körülbelül 12 000 albánt öltek meg Koszovóban 1918 és 1921 között, ami egybeesik azzal az albán állítással, hogy 12 346 embert öltek meg. 1919 januárjában és februárjában több mint 6000 albánt öltek meg a jugoszláv erők. 1919 és 1924 között körülbelül 2000 „albán hazafit” öltek meg Koszovóban. Ez a szám 1924 és 1927 között 3000-re emelkedett. Haki Demolli koszovói albán politikus szerint 1940-re 80 000 albánt "irtottak ki" a Jugoszláv Királyságban.

#### A népesség alakulása
A kormány a gyarmatosítást a mezőgazdasági szektor fejlesztésével társította, és olyan politikákat hajtott végre, mint az agrárreform. Ez egy olyan rendezési terv volt, amely a Jugoszlávia más részeiből származó szerb és montenegrói telepeseket arra ösztönözte, hogy Koszovóba telepedjenek le kedvezményes földhasználat és pénzügyi ösztönzők révén, mint például a szláv elemet erősítő adómentesség. Az országon belülről vagy a tengerentúlról bárhonnan származó telepesek és családjaik letelepedhettek a területen, és miután ott voltak, földhöz csak a lakóhelyük szerinti körzetben lehetett szert tenni. A telepesek családja egyenként mintegy 5 hektár földet kapott, amely 10 év után a tulajdonukba került. A telepesek további 2-5 hektár földet szerezhettek, ha egy családban több, 16 éves vagy annál idősebb férfi volt. Az albán földeket illegálisan és gyakran kisajátítások révén kobozták el, míg a szerb telepesek elsőrangú földterületet szereztek. 1918 és 1940 között a kormány 154 287 hektárt sajátított ki és osztott fel a főként szerb telepes lakosság között, és 57 704 hektárt tartott meg a katonaság, a kormányzati iskolák, a rendőrség és az állam egyéb szervei számára.

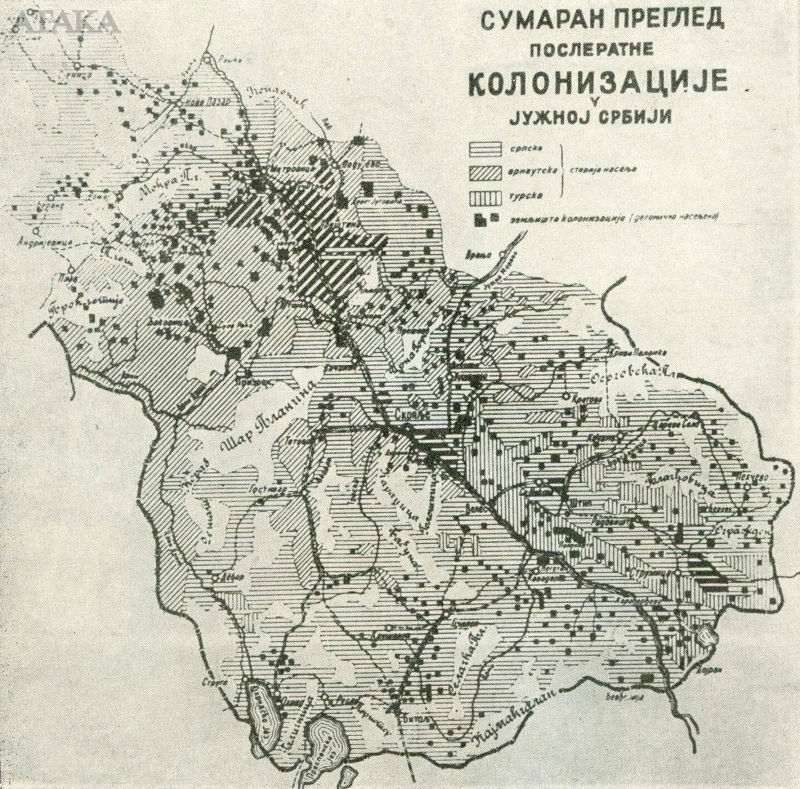
Az 1920 és 1930 közötti koszovói szerb betelepítések térképe. A szerbekkel betelepített területek vastag, sraffozott fekete vonalakkal az új szerb települések pedig fekete négyzetekkel vannak megjelölve

A gyarmatosítási politika másik célja a montenegrói és szerbiai jugoszláv állampolgárok Észak-Amerikába való kivándorlásának megfékezése volt ingyenes földjuttatások felajánlásával. Az állam az albán kacsak lázadókat akarta megbüntetni azzal, hogy birtokaikat kisajátította és a telepes lakossághoz rendelte. A biztonsági problémák megoldása érdekében az állami hatóságok stratégiai helyekre helyezték el a telepeseket. A koszovói szerbesítési politika további részei közé tartozott a hatékony kormányigazgatás létrehozása és az autonóm albán kulturális fejlődés megtagadása a régióban. A szerb telepeseket a koszovói albánok „idegennek” és „rablónak” tekintették, a helyi szerbek pedig közömbösek voltak jelenlétükkel kapcsolatban. A szerb telepesek Koszovóba érkezése kihatott a helyi albánok és szerbek között fennálló stabil közösségi kapcsolatokra, ami konfliktushoz vezetett. A dobrovoljac készségesen eleget tett a kormánynak, amely a helyi albánok megfigyelésére és megfélemlítésére használta őket. A benne lévő kolóniák számát tekintve Koszovó meghaladta Vardar Macedóniát, és a beteepítések sikere a jó minőségű földnek, a rendelkezésre álló víznek és a jó klímának volt köszönhető.
1918 és 1923 között az állami politika eredményeként 30-40 ezer főként muszlim albán vándorolt a törökországi Izmir és Anatólia régiókba. A koszovói albán kacsak ellenállási mozgalom és a jugoszláv hatóságok közötti konfliktuson kívül az albánok Törökországba vándorlását a földek elkobzása és a szerb gyarmatosítóknak való újraelosztása is motiválta. A jugoszláv hatóságok ellenséges lakosságnak tekintették az albánokat, és inkább csökkentették jelenlétüket Jugoszláviában, míg Törökország újra be akarta népesíteni Anatólia azon területeit, amelyek az 1923-as lakosságcsere során a korábbi ortodox görögül és törökül beszélő keresztények távozásával kiürültek. Az albán lakosságot arra ösztönözték, hogy hagyják el a régiót, mivel úgy vélték, hogy muszlim bevándorlók, akiket inkább vissza kell küldeni Törökországba vagy Albániába, minthogy Jugoszlávián belül asszimilálódjanak.
Az 1920-as évek közepére már nagyszámú albán menekült volt Törökországban, ezért Albániával megállapodás született az együttműködésről és a Jugoszláviából érkező albán migráció megfékezéséről, amely az évtized hátralévő részében jelentősen csökkent. A Törökország és Albánia közötti megállapodás lehetővé tette a Jugoszláviából Törökországba érkező albánok számára, hogy Albániába vándoroljanak. Törökország megpróbált albánokat telepíteni Kelet-Anatóliába olyan területekre, mint Yozgat, Elazığ és Diyarbakır, míg sok albán végül Eskişehirben, Kocaeliben, Tekirdağban, İzmirben, Bursában és Isztambulban telepedett le. 1925-től Jugoszlávia megállapodásra törekedett Törökországgal, hogy lehetővé tegye a muszlimok bevándorlását, Albánia pedig aggodalmát fejezte ki amiatt, hogy ez az albánok kitelepítését vonja maga után a Balkánról Törökország elnéptelenedett részeire. Törökország megismételte Albániának, hogy nem érdeklik az Anatóliába érkező Jugoszláviából származó albánok, és kijelentette, hogy az ügy főként Vardar Macedónia török etnikumú népességével kapcsolatos.
A gyarmatosítási politika konkrét politikai és nemzeti célok elérésére törekedett. A rend helyreállítása érdekében az 1927–1928 között mezőgazdasági főbiztosként működő Đorđo Krstićet, a Legfelsőbb Bíróság korábbi bíráját bízták meg a betelepítési folyamat felügyeletével. Egy könyvben közölt korabeli elmélkedéseiben a gyarmatosítást „nemzeti jellegű kulturális és gazdasági feladatként” írta le. Krstić felvázolta, hogy az ezt célzó az intézkedések egy felgyorsult folyamat eredményeként „Dél-Szerbia teljes újjászületését” célozták. A gyarmatosítást a koszovói és szkopjei régión belül sikeresnek minősítette, más területeken pedig az „alkalmatlanság”, a rossz vezetés, a képzett személyzet hiánya, az ad hoc és gyors intézkedések, a jogi problémák és így tovább miatt kevésbé volt sikeres. Krstić azt írta, hogy a gyarmatosítás kezdeti éveiben a telepesek nem kaptak állami támogatást, ehelyett az Amerikai Misszió és a Szerbiai Baráti Társaság finanszírozták a telepesek otthonait és felszerelését. A legtöbb telepesnek nyújtott állami támogatás hiánya miatt a lakosság egy része visszament származási helyére. Krstić kijelentette, hogy a gyarmatosítás másik jelentős célja a koszovói albánok asszimilációja volt, ez a feladat a telepesek számára volt fenntartva.
Három albán katolikus pap írt egy memorandumot, amelyet 1930-ban nyújtott be a Népszövetségnek. A dokumentum részletesen bemutatta a koszovói helyzetet a tulajdon kisajátításával, a kényszermigrációval, az albán önkormányzati alkalmazottak elmozdításával, az öltözködési korlátozásokkal és az albán oktatással, valamint a szerb félkatonai alakulatokkal szembeni panaszokkal kapcsolatban. Az 1930-as évekre a szerbesítési erőfeszítések és a szerb lakosság növelésére tett kísérletek kudarcot vallottak, mivel az 1931-es jugoszláv népszámlálás kimutatta, hogy a koszovói lakosság 62 százalékát albánok teszik ki.A gyarmatosításnak sikerült részben megváltoztatnia a koszovói demográfiai helyzetet, és az albánok aránya az 1921-es 65 százalékról (289 000) 1931-ben 61 százalékra (337 272) csökkent, a szerbek aránya pedig 28 százalékról (114 000) 32 százalékra (178 848) nőtt. Az állami hatóságok megpróbálták csökkenteni az albán népességet a „kényszermigráció” révén, amely folyamat az évtized során egyre nőtt.
A gyarmatosítás második szakasza 1931-ben kezdődött, amikor július 11-én kiadták a déli régiók gyarmatosításáról szóló rendeletet. A gyarmatosítást rendeletekkel (1919 és 1931) és törvényekkel (1922, 1931 és 1933) szabályozták, míg végrehajtásáért az Agrárreform Minisztérium és a Dél-Szerbiai Agrárszövetkezetek Szövetsége volt felelős. A gyarmatosításnak ezt a szakaszát sikertelennek tartották, mert csak 60-80 ezer ember (körülbelül 17-20 ezer család) mutatott hajlandóságot arra, hogy letelepedjen és földhöz jusson. Az 1930-as évek során az országban albánellenes érzelmek uralkodtak, és a koszovói kérdésre megoldásokat javasoltak, amelyek nagyarányú deportálást jelentettek. 1933-ban Tevfik Rüştü Aras török külügyminiszter többször is látogatást tett Belgrádban a jugoszláv külügyminisztériumban, és megvitatta a muszlimok deportálását Jugoszlávia Dél-Szerbia területéről Anatóliába. Aras és Milan Stojadinović jugoszláv külügyminiszter öt év tárgyalás után egyezményt írt alá a muzulmán törökök Törökországba vándorlásáról.

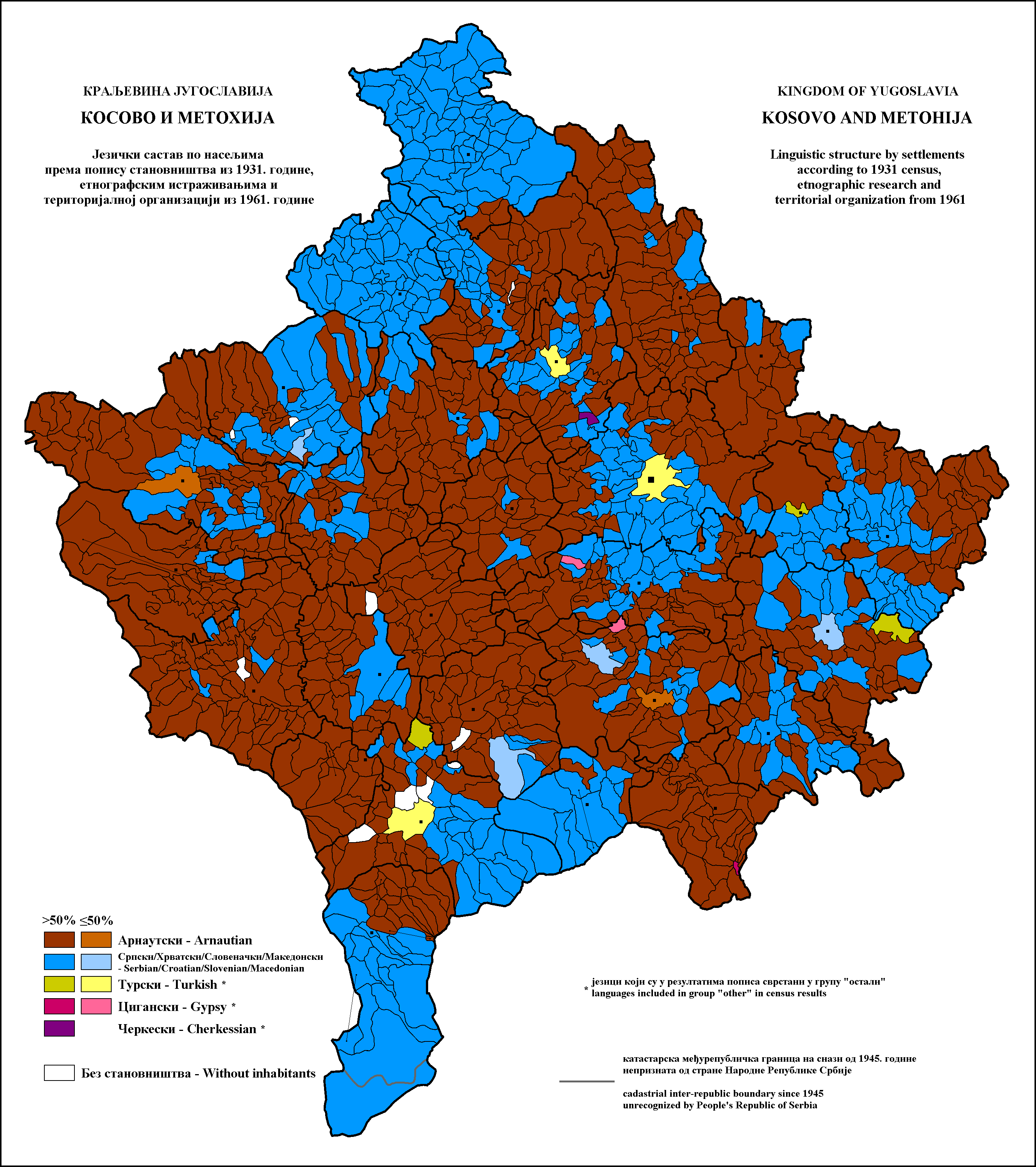
Koszovó nyelvi szerkezete településenként 1931-ben. Barna – albán; Kék – szerb és egyéb délszláv; sárga – török, rózsaszín – roma; Lila – cserkesz

A megállapodás 40 000 család javasolt áttelepítéséről szólt 1939 és 1944 között, olyan előírásoknak és követelményeknek megfelelően, mint például a folyékony török nyelvtudás, a romák kizárása, valamint a koszovói és a nyugat-vardar-macedóniai önkormányzatok megcélzása a migrációs folyamatban. 200 000 muszlim kivándorlását képzelte el Koszovóból és Macedóniából, köztük albánokat, törököket és másokat is. A vidéki közösségek voltak az intézkedések fő célpontjai, és Jugoszláviában a deportáltak vagyonát kellett likvidálni. A Thesszaloniki kikötőből Anatóliába vezető utat főként Törökország finanszírozná, a helyzetet egy török-jugoszláv vegyes bizottság ellenőrzi. A korszakból származó archív és nyomtatott dokumentumok azt mutatják, hogy a megállapodás írásos összetételét és szándékát tekintve félrevezető és megtévesztő szöveg volt, mivel az albán lakosságot Törökországba költöztették. Mustafa Kemal Atatürk török elnök a kétoldalú egyezmény tárgyalása során találkozott a jugoszláv hatóságokkal, majd a megállapodást ratifikálás céljából benyújtotta a Török Közgyűlésnek. Öt hónappal Atatürk halála előtt a török közgyűlés 1938 júliusában megtagadta a megállapodás ratifikálását, és a második világháború kitörésével az ügyet nem nyitották meg újra.
1935-ben egy dokumentum felvázolta azokat a módszereket, amelyeket a kormány tervezett az albánok Jugoszláviából való kiutasítására, amelyek különböztek az 1912 és 1915 közötti erőszaktól és erőszakos kilakoltatástól. A muszlimok kérdését, kiutasításukat és az albán problémát 1935-ben egy minisztériumközi értekezleten vitatták meg, amelyen a katonaság és az állam tagjai is részt vettek. Ilija Milkić, a Külügyminisztérium képviselője úgy fogalmazott, hogy az albán határ mentén nagyszámú „tömörített” albán lakott terület „fontos nemzeti és katonai problémát jelent”. Milkić kijelentette, hogy a hangsúlyt az albánokra kell helyezni, mivel Albániába küldésük kivitelezhetetlenné vált az országban uralkodó pénzügyi és politikai problémák miatt, amelyek az újonnan érkezők elutasítását eredményezték. Felmerült a gyanú, hogy Albánia nem akarja, hogy több albán hagyja el Jugoszláviát, hogy a jövőbeni területi követelések aktívak maradjanak. Milkić azt szerette volna, ha egyetlen muszlim szláv sem hagyta el az államot Törökországba vagy törökökbe, mivel mindkét közösséget nem tekintették problémásnak. Javasolta, hogy "az albánok tömörségének letörésére" szerb családokat telepítsenek albán falvakba, Milkić pedig a határzóna teljes megtisztítását kérte az albánoktól. A javasolt intézkedések között szerepelt albán ingatlanok megvásárlása, segítve az albánokat az albánok számára. Jugoszláv határon vagy Szalonikiig, anyagi eszközökkel, helynévváltoztatással, közfoglalkoztatási tilalom, kényszermunka és kötelező katonai beiratkozás révén nyomást gyakorolva rájuk.
Vaso Čubrilović szerb értelmiségi sikertelennek ítélte a gyarmatosítási programot. Memorandumot írt, amelyet a Szerb Kulturális Klubban (1937. május) mutatott be a politikában befolyásos, a közvéleményt befolyásoló értelmiségiekből, kiemelkedő katonákból és politikusokból álló közönségének. A szöveg az albánok kiutasítását javasolta. Čubrilović szerint az albán lakosság demográfiai, területi és biztonsági szempontból is aggodalomra ad okot az állam és a tágabb körben élő szlávok számára. A dokumentumot az állam nem tette meg politikájának alapjává, nem is fordították le és nem publikálták akkoriban, és továbbra is Čubrilović személyes nézete maradt, amelyet egy civil szervezet elé tártak. Az Amszterdami Egyetem a volt Jugoszláviával foglalkozó kutatója Nevenka Tromp kijelentette, hogy a memorandum „felfedte azt a gondolkodásmódot”, amely mint megoldás a szerb uralom fenntartására és Koszovó demográfiai helyzetének megváltoztatására a területen akkoriban létezett.

### A második világháború

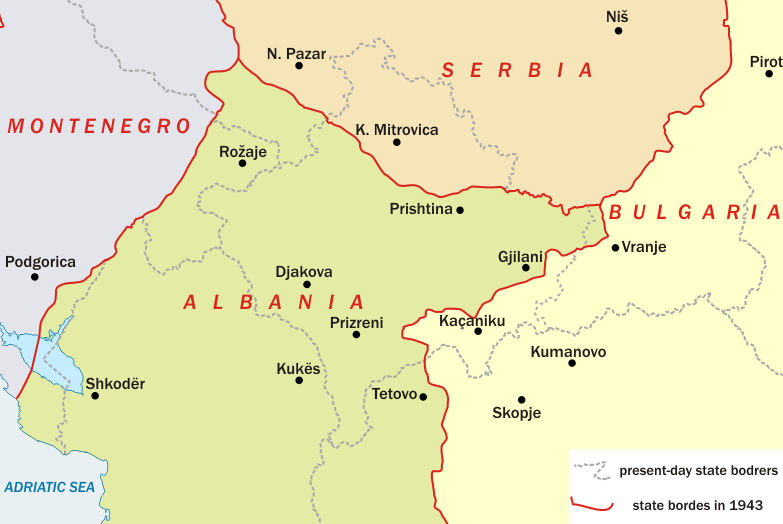
Koszovó Olasz-Albánia részeként a második világháború idején

A második világháború alatt Koszovó nagy részét az olasz irányítás alatt álló Albániához csatolták. Az olaszokat, akik igyekeztek jóvátenni a gyarmatosítás és a rabszolgaság korábbi politikáját felszabadítónak tekintették a koszovói albánok. Az új kormányzatban gyökeresen megváltoztak az albánok és szerbek közötti hatalmi viszonyok. Ez azt eredményezte, hogy a helyi szerbek és azok a szerbek, akik korábban a gyarmatosítási terv részeként érkeztek, az albánok fegyveres csoportjainak célpontjai lettek. Ezt követték a szerbek elleni akciók, amelyek magukban foglalták a tulajdon megsemmisítését, gyilkosságokat és deportálásokat. A bürokratákból és dobrovoljacokból álló montenegrói és szerb telepesek többsége Koszovóból a tengely megszállta Szerbiába és Montenegróba menekült. Egy becslés szerint 70 000-100 000 közötti azoknak a szerbeknek a száma, akik kénytelenek voltak távozni. A szerb történetírás becslése szerint 1941 és 1945 között mintegy 100 000 szerb hagyta el Koszovót.

### A második világháború után

#### A kommunista Jugoszláviában
A második világháborút és a kommunista uralom létrejöttét követően Jugoszláviában a gyarmatosítási program leállt, mivel Tito elnök el akarta kerülni a felekezeti és etnikai konfliktusokat. Tito 1945 márciusában hozott egy ideiglenes rendeletet, amely megtiltotta a telepesek, köztük néhány csetnik és mások visszatérését, akik a háború alatt menedéket kerestek. A szerb nacionalisták tiltakoztak a döntés ellen, mivel a szerb telepeseknek is megtiltották, hogy visszatérjenek Koszovóba. Két héttel később Tito kiadott egy újabb rendeletet, amelyet 1945 augusztusában egy olyan törvény követett, amely lehetővé tette a telepesek egy részének feltételes visszatérését. Összességében 11 168 visszaküldési eset volt, ebből 4829 esetet erősítettek meg, 5744 esetet részben erősítettek meg, és 595 esetet utasítottak el. A korábbi betelepülő lakosság kis része tért csak vissza Koszovóba, vett birtokba földet, nagyobb részük (mintegy 4000 család) később Jugoszlávia más területeire távozott. Az 1912-től elvett, elkobzott 200 000 hektár földterületből 16 000 hektár került vissza a helyi egykori tulajdonosokhoz.

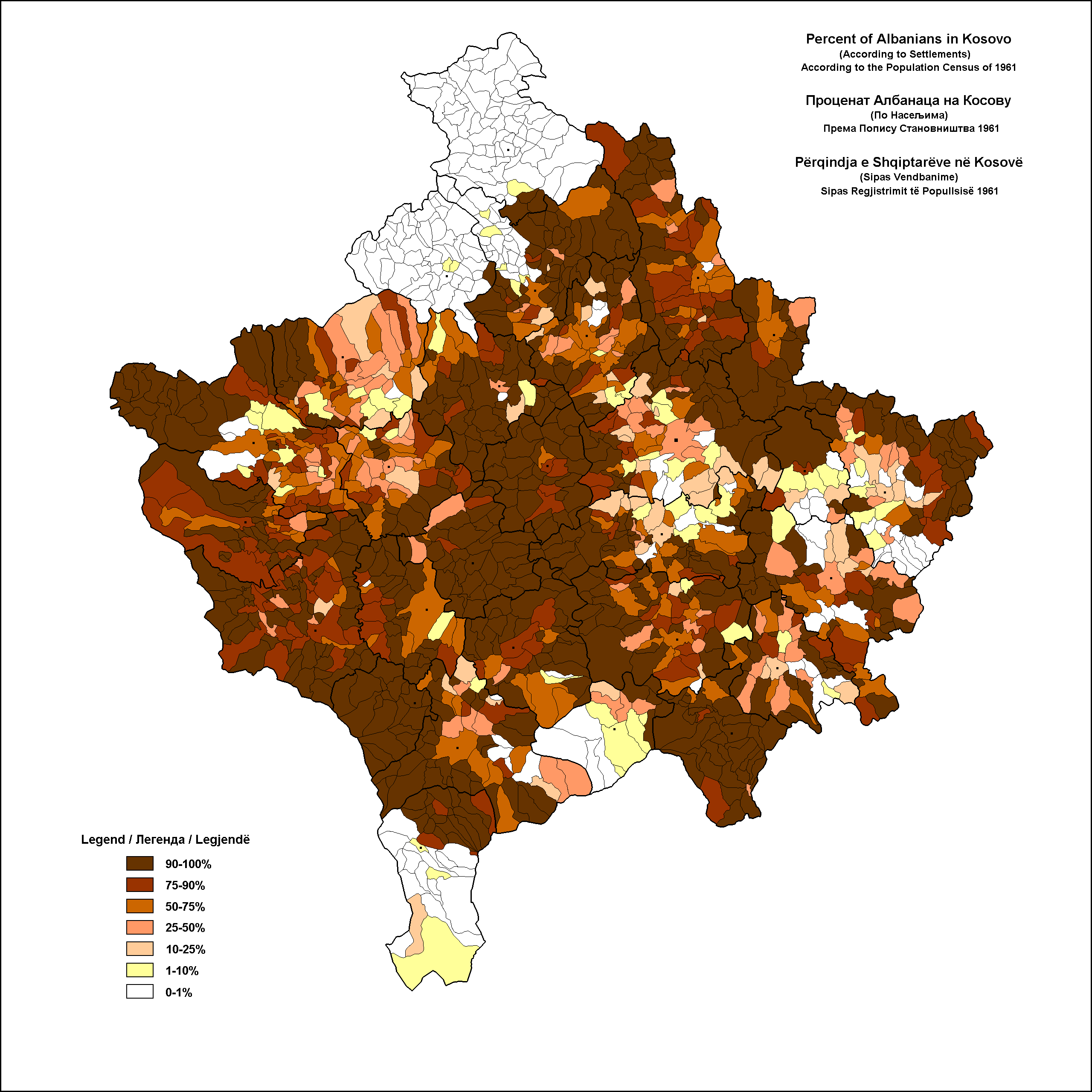
A koszovói albán lakosság aránya az 1961-es népszámlálás alapján

A második világháború, valamint Jugoszlávia és Albánia szétválása után a jugoszláv hatóságok megpróbálták szűkíteni az albániai és koszovói albánok közötti kapcsolatokat, és olyan „törökösítési” politikát vezettek be, amely ösztönözte a török nyelv oktatását és az albánok Törökországba való kivándorlását. 1953-ban Tito és Mehmet Fuat Köprülü, Törökország külügyminisztere között megállapodás született az 1938-as egyezmény újjáélesztéséről, amely elősegítette az albánok kivándorlását Anatóliába. A Törökországba irányuló kényszermigráció megnövekedett, és Klejda Mulaj által említett számok szerint 1953–1957 között 195 000 albán hagyta el Jugoszláviát, 1966-ban pedig mintegy 230 000 ember távozott. Noel Malcolm történész 1953 és 1966 között 100 000-re tette a Törökországba távozó albánok számát.
Az Aleksandar Ranković jugoszláv rendőrfőnök által vezetett kampány hivatalosan is az albán nacionalizmus megfékezését és a migráció felpörgetését céloza, fő eszközei pedig az albán lakosság megfélemlítése és távozásra való rábírása volt. Törökország a Ranković irányítása alatt álló Koszovót úgy tekintette, mint amely „úriemberek megállapodását” hajtja végre. Ezzel egy időben a gyarmatosítás új szakasza kezdődött a régióban, amikor montenegrói és szerb családokat telepítettek Koszovóba. A helyzet 1966-ban azzal ért véget, hogy Rankovićot elmozdították pozíciójából. Jugoszlávia késő kommunista időszakában az albánok szóvátették a gyarmatosítási és demográfiai változási kísérleteket és a szerb uralom idején tett egyéb intézkedéseket.

#### A Milošević-kormány korszaka
Az 1980-as években a koszovói kérdés téma volt néhány szerb író körében. Köztük volt Dimitrije Bogdanović akadémikus is, aki megvédte és támogatta a két világháború közötti Jugoszlávia Törökországba irányuló albán migrációs politikáját, valamint a szerb gyarmatosítási kísérletet, „hogy helyreállítsa az etnikai és nemzeti egyensúlyt” a helyi feltételek szerbek számára kedvezőbbé tétele érdekében. A szerb nacionalista Vojislav Šešelj, 360 000 albán kiutasítását kérte Koszovóból. Vuk Drašković író egyetértett Šešelj véleményével, és hozzátette, hogy „egy speciális alapra” van szükség „Koszovó szerbek általi újratelepítésének finanszírozására”. Koszovó autonómiáját 1989-ben csökkentették, majd 1990-ben Szerbia megszerezte a helyi rendőrség ellenőrzését, és felszámolta a tartomány parlamentjét és kormányát. Szerbiában egy új alkotmány hatályon kívül helyezte Koszovó és Vajdaság autonóm státuszát, amelyet az 1974-es jugoszláv szövetségi alkotmány biztosított. 1990-ben Slobodan Milošević elnöknek terve volt Koszovó 100 000 főnyi szerbséggel való gyarmatosítására, bár a terv nem teljesült.  Milošević úgy gondolta, hogy Koszovó újbóli gyarmatosítása beindítja Szerbia gazdasági növekedését.

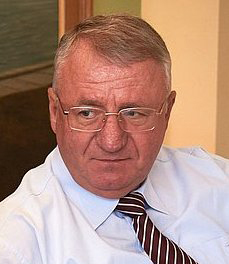
Vojislav Šešelj

1992-re a koszovói helyzet romlott, és mindkét oldal politikusai zsákutcába kerültek a régió jövőjét érintő megoldások vonatkozásában. A szerbek körében fokozódtak az aggodalmak, és létrejött egy Szerb Blokk Koszovó Gyarmatosításáért Pristinában nevű szervezet, amelynek célja az volt, hogy a belgrádi állami tisztviselők növeljék a szerb lakosságot Koszovón belül. Az állam hiteleket bocsátott rendelkezésükre lakások és otthonok építésére, valamint munkalehetőségeket a régióba költözést választó montenegróiak és szerbek számára. 1992 márciusában, miután elfogadta a kormány ajánlatát, az albániai szerb kisebbségből közel 3000 ember emigrált Koszovóba. Akkoriban a Milošević vezette kormány a pénzügyi nehézségek és a korlátozott források közepette folytatta a gyarmatosítást. 1989 után a kormány egyes becslések szerint több mint 6 milliárd dollárt fordított Koszovó békeállapotának fenntartására.
A szerb parlament olyan törvényeket fogadott el, amelyek a gazdasággal, a demográfiával és a politikával kapcsolatban a koszovói hatalmi egyensúly megváltoztatására törekedtek. A kormányzati munkákban és a rendőrségben szerbek váltották fel az albánokat, és a szerb lett az egyetlen hivatalos nyelv a régióban. A koszovói népességszerkezet megváltoztatását célzó szerb politikát és annak végrehajtását a Nemzetközi Helsinki Emberi Jogok Szövetsége dokumentálta az autonómiától a gyarmatosításig: Emberi jogok megsértése Koszovóban 1989–1993 című 1993-as jelentésében. Abban az időben a szerb nacionalisták számára a szerbesítési folyamat a szerbek Koszovóba való áttelepítését és az albánok kedvező demográfiai helyzetének korlátozását jelentette. A szerb média és oktatási rendszer történelemszemlélete szerint Koszovó a szerbeké, nem pedig az albánoké.
Vaso Čubrilović nacionalista író két világháború közötti időszakának művei az 1990-es években ismét népszerűvé váltak Szerbiában, és tartalmuk az albánok tömeges szerb betelepítéssel történő kiszorítását követelte.  1995-ben Vojislav Šešelj a Velika Srbija (Nagy-Szerbia) című kiadványban memorandumot írt, amely felvázolta Koszovó szerbesítését. Šešelj erőszakra és kiutasításra szólított fel az albánok és vezetésük ellen, azzal a céllal, hogy lejárassák őket a nyugati közvéleményben. A Professzorok és Tudósok Szerb Szövetsége konferenciát tartott Pristinában (1995), amelyen megvitatták a koszovói albánok magas születésszámával kapcsolatos aggodalmakat. Megoldásként azt javasolták, hogy 400 000 Jugoszláviában élő szerb menekültet telepítsenek Koszovóba, és a kormány vezesse be a „családtervezési törvényt”. Veselin Đuretić szerb akadémikus ellenezte a családtervezési intézkedéseket, és javasolta az albánok Albániába történő deportálását, valamint az üres koszovói házak szerbekkel való benépesítését. Ebben az időszakban, hogy leplezzzék a koszovói albánok erőszakos eltávolítását és szerb lakossággal való kiszorítását az „etnikai tisztogatás” és a „népirtás” kifejezések enyhébb változatait használták az országban.
Hasonló témákat követve Szerbia parlamentje 1995. január 11-én elfogadta a Jugoszláv Szövetségi Köztársaság Koszovó gyarmatosításáról szóló rendeletet. Ez felvázolta a kormány által nyújtott kedvezményeket azoknak a szerbeknek, akik Koszovóba akartak menni, és kölcsönt adtak számukra lakásépítéshez vagy egyéb lakások vásárlásához, és ingyenes földterületeket ajánlott fel. Az akkoriban romló koszovói helyzet miatt kevés szerb élt az ajánlattal.
A gyarmatosítást úgy kísérelték meg, hogy szerbeket telepítettek Koszovóba, amibe néhány Horvátországból és Boszniából származó szerb menekült is belekerült. A délszláv háborúk miatt Körülbelül 10 000 szerb menekültet telepítettek át Koszovóba a horvátországi Krajinából és több mint 2000-et Boszniából. 1995-ben a kormány a tervezett 100 000, majd 20 000 Krajinából Koszovóba tartó szerb menekült letelepítésével próbálta meg megváltoztatni a régió etnikai egyensúlyát. Sok ország negatívan reagált erre a tervre, és sürgette a szerb kormányt, hogy hagyjon fel a krajnai szerbek Koszovóba történő kényszerbetelepítésével. A szerb menekültek egy része is ellenezte, hogy Koszovóba menjenek. Babalocban és Junikban a kormány mintegy 1500 Boszniából és Horvátországból származó szerb menekült számára hozott létre menedékhelyet.
1996-ban a hivatalos kormányzati statisztikák 19 000-re teszik a menekültek számát Koszovóban. A konfliktus 1997 eleji kitörése után a becslések szerint 9000 szerb menekült és 20 000 helyi szerb hagyta el Koszovót. A szerb menekültek többsége ezután távozott, és csak néhányan maradtak, ami növelte a feszültséget a térségben. A szerb menekült lakosság és a helyi albánok között feszült volt a viszony és erőszakos incidensek voltak. A konfliktus fokozódásával a krajnai szerb menekültek versengtek a koszovói albán belső menekültekkel a korlátozott erőforrásokért és élettérért Pristinában. 1997 elején a Koszovóba telepített szerb menekültek száma 4000 volt, 1999 elején pedig 6000. A helyi albánok ellenezték jelenlétüket.

A koszovói Petrićben található szerb ortodox Szentháromság-templom romjai 1999 júliusában. 1999 augusztusában földig rombolták

A kormány semmissé tette az albánoknak tulajdont eladó szerbek szerződéseit, és pénzbírságot szabtak ki azokra az albánokra, akik nem teljesítették katonai szolgálatukat Boszniában és Horvátországban. A kormány emellett megnehezítette a tengerentúlon élő albánok visszatérését, és büntetések vonatkoztak az egynél több gyermeket vállaló albán családokra, míg a többgyermekes koszovói szerbeket jutalomban részesítették. A koszovói gazdaság szerbesítése is megtörtént, a szerbek lakta területek befektetéseket, új infrastruktúrát és foglalkoztatási lehetőségeket kaptak. Az albánokat összességében vagy kizárták, vagy korlátozott volt a gazdasági részvételük.
A társadalompolitikai helyzet romlásával mintegy 300 000 koszovói albán menekült Nyugat-Európába ebben az időszakban. 1997–1998-ra a koszovói albán politikai ellenállás és a megoldásra irányuló tárgyalások kudarca 1997–1998-ra átadta a helyét a Koszovói Felszabadító Hadsereg és a szerb erők közötti fegyveres konfliktusnak. Ahogy a koszovói konfliktus eszkalálódott, 1999-ben a nemzetközi közösség beavatkozott, hogy tárgyalások, majd háború révén véget vessen az ellenségeskedésnek. 1999 januárjában a szerb rendőrség és hadsereg tervezett offenzívát kezdeményezett a koszovói albánok ellen, amely a erőszakos kitelepítésüket és a régió szerbesítését célozta. A koszovói háború alatt (1999. március–június) a szerb erők 800 000 és 1 000  000 közötti albánt űztek ki Koszovóból, olyan taktikát alkalmazva, mint például, hogy megnehezítsék vagy megakadályozzák a jövőbeni visszatérést, a személyes dokumentumok elkobzása. A NATO beavatkozására és a háború vége után a koszovói albánok később visszatértek. A háború után a horvátországi szerb menekültek közül kevesebb, mint száz maradt Koszovóban, mivel őket, valamint a szerb és más nem albán lakosság több mint felét kiutasították a térségből.

## Fordítás
- Ez a szócikk részben vagy egészben  a   Yugoslav colonization of Kosovo című angol Wikipédia-szócikk ezen változatának fordításán alapul.  Az eredeti cikk szerkesztőit annak laptörténete sorolja fel. Ez a jelzés csupán a megfogalmazás eredetét és a szerzői jogokat jelzi, nem szolgál a cikkben szereplő információk forrásmegjelöléseként.

### Könyvek
- Bellamy, Alex J.. Human wrongs in Kosovo, 1974–99, The Kosovo Tragedy: The Human Rights Dimensions. Routledge (2012). ISBN 9781136334764

- Boškovska, Nada. Yugoslavia and Macedonia Before Tito: Between Repression and Integration. Bloomsbury Publishing (2017). ISBN 9781786730732

- Bytyçi, Enver. Coercive Diplomacy of NATO in Kosovo. Cambridge Scholars Publishing (2015). ISBN 9781443876681

- Dragović-Soso, Jasna. Saviours of the nation: Serbia's intellectual opposition and the revival of nationalism. Hurst & co. (2002). ISBN 9780773570924

- Elsie, Robert. Kosovo: In the heart of the powder keg. Columbia University Press, 212. o. (1997). ISBN 9780880333757
- Historical Dictionary of Kosovo, Illustrated, Scarecrow Press (2010. március 15.). ISBN 9780810874831

- Sprachgebrauch in der Politik. Grammatische, lexikalische, pragmatische, kulturelle und dialektologische Perspektiven. Berlin: de Gruyter (2019). ISBN 9783110637724

- Lellio, Anna Di. The Case for Kosova: Passage to Independence. Anthem Press (2006. július 10.). ISBN 9781843312451

- Gingeras, Ryan. Sorrowful Shores: Violence, Ethnicity, and the End of the Ottoman Empire 1912–1923.. Oxford: Oxford University Press, 161. o. (2009). ISBN 9780199561520

- Bashkim Iseni. La question nationale en Europe du Sud-est: Genèse, émergence et développement de l'identité nationale albanaise au Kosovo et en Macédoine. Lang, Peter Bern (2008). ISBN 978-3039113200

- Jeffries, Ian. The Former Yugoslavia at the Turn of the Twenty-first Century: A guide to the economies in transition. Routledge, 84, 105, 464. o. (2002). ISBN 9781134460496

- Judah, Tim. Kosovo: what everyone needs to know. Oxford University Press (2008. szeptember 29.). ISBN 9780195376739

- Kosovo: from crisis to crisis. Ashgate (2001). ISBN 978-0-7546-1554-5

- Macdonald, David Bruce. Balkan Holocausts?: Serbian and Croatian Victim Centered Propaganda and the War in Yugoslavia. Manchester University Press (2002). ISBN 9780719064678

- Malcolm, Noel. Kosovo: A Short History. Macmillan (1998). ISBN 0-333-66612-7

- Mulaj, Klejda. Resisting an Oppressive Regime: The Case of Kosovo Liberation Army. Studies in Conflict and Terrorism, 1103-1119.. o. (2008)

- Quirezi, Arben. Settling the self-determination dispute in Kosovo". In Mehmeti, Leandrit I.; Radeljić, Branislav (eds.). Kosovo and Serbia: Contested Options and Shared Consequences.. University of Pittsburgh Press.. ISBN 9780822981572

- Demetrios Chomatenos, Zu seinem Leben und Wirken, Demetrii Chomateni Ponemata diaphora: [Das Aktencorpus des Ohrider Erzbischofs Demetrios. Einleitung, kritischer Text und Indices]. Walter de Gruyter (2008. március 15.). ISBN 978-3110204506

- The Rule of Law in Comparative Perspective. Springer Science & Business Media (2010. július 23.). ISBN 9789048137497

- Tromp, Nevenka. Prosecuting Slobodan Milošević: The Unfinished Trial. Routledge, 6566. o. (2016). ISBN 9781317335276

### Újságcikkek
- Gulyás László - Csüllög Gábor (2015). „History of Kosovo from the First Bal-kan War to the end of World War II (1912‒1945)”. West Bohemian His-torical Review, Pilzeň – (Hamburg).

- Hadri, Ali (1967). „Kosovo i Metohija u Kraljevini Jugoslaviji”. Istorijski Glasnik (1–2), 59–60. o.

- Kingsley, Thomas (2022). „Albanian Onomastics - Using Toponymic Correspondences to Understand the History of Albanian Settlement”. 6th Annual Linguistics Conference at the University of Georgia, 117. o. (Hozzáférés: 2022. július 9.)

- Musaj, Fatmira (2013). „Marrëdhëniet shqiptaro-turke (1925–1928) [Albanian-Turkish relations (1925–1928)]”. Gjurmime Albanologjike (43), 244–246. o.

### Weblapok
- Jovanović, Vladan: The colonization of Kosovo. Pescanik.net . Peščanik, 2013. április 8. (Hozzáférés: 2019. szeptember 27.)

- Malcolm, Noel: Noel Malcolm: Is Kosovo Serbia? We ask a historian. the Guardian , 2008. február 26.